# Pherne vernalaria
Pherne vernalaria är en fjärilsart som beskrevs av Wright 1917. Pherne vernalaria ingår i släktet Pherne och familjen mätare. Inga underarter finns listade i Catalogue of Life.